# STS–51–I
Az STS–51–I jelű küldetés az amerikai űrrepülőgép-program 20., a Discovery űrrepülőgép 6. repülése.

## Jellemzői
A beépített kanadai Canadarm (RMS) manipulátor kart 50 méter kinyúlást biztosított (műholdak indítás/elfogása, külső munkák [kutatás, szerelések], hővédőpajzs külső ellenőrzése) a műszaki szolgálat teljesítéséhez.

### Első nap
1985. augusztus 27-én a szilárd hajtóanyagú gyorsítórakéták (SRB) segítségével Floridából, a Cape Canaveral (KSC) Kennedy Űrközpontból, a LC39–A jelű indítóállványról emelkedett a magasba. Az orbitális pályája 91,7 perces, 28,45 fokos hajlásszögű, elliptikus pálya perigeuma 351 kilométer, az apogeuma 364 km volt. Felszálló tömeg indításkor 118 981 kilogramm, leszálló tömeg 89 210 kg. Szállított hasznos teher felszálláskor/leszállásnál 29 772 kg.
Két korábbi indítási kísérletet (augusztus 24-én és augusztus 25-én), a kialakult meteorológiai viszonyok miatt elhalasztották.

### Hasznos teher
1. Szerves szárazanyagok feldolgozásának kísérletsorozata, Physical Vapor Transport (PVTOS). A Containerwhich kísérleti berendezésbe kilenc független kísérleti sejtet helyeztek. A tartályt nitrogénnel töltötték, hogy biztonságos világűri kísérleteket végezhessenek. Az alkalmazott technológia segítségével 165 kilogramm sejtállományt állítottak elő.
2. Mikrogravitációs alapú tudományos kísérletek.
3. A diffúziós Mixing of Organic Solutions (DMOS) kísérlet, amely az STS–51–A felületén is programrész volt.
4. Több technikai és egyéb, meghatározott kutatási, kísérleti programot hajtottak végre.

### Műholdak
A tehertérben rögzített három kommunikációs műholdat a Canadarm (RMS) manipulátor kar segítségével pályairányba állították. A műholdak pályairányba állítását követően az űrrepülőgép 13-16 kilométerre eltávolodott. Mindhárom műholdat a 45 perc múlva automatikusan induló PAM–D főmotor sikeresen geostacionárius pályába emelte.

#### Aussat 1
Az ausztrál állam finanszírozta, a nemzeti (Aussat Pty Ltd.) távközlési vállalt tulajdonát képező, első A osztályú Aussat (Optus) 1 kommunikációs műhold. Szolgáltatásának (televíziós adások, digitális adatátvitel, légiforgalmi irányítás és a tengeri rádiós lefedettség biztosítása) területe az egész kontinens és a tengeri szigetek.
Típusmegjelölései: Aussat 1; Aussat K1; Optus A1; Aussat (Optus) 1. Kódszáma: SSC 15993. Spin-stabilizált (mechanikus) műhold, típusa HS-376, pályaeleme geocentrikus. Alakja hengeres, átmérője 2,2 méter, hossza 2,9 méter, orbitális pozícióban kinyitott antennákkal 6,3 méter. Súlya 1259 kilogramm. Az űreszköz felületét napelemek borítják, éjszakai (földárnyék) energiaellátását (kémiai) akkumulátorok, NiCd akkumulátorok biztosítják. Várható élettartamát 7 évre tervezték. 1993 augusztusában befejezte szolgálatát.

#### ASC–1
Az amerikai állam tulajdonát képező kereskedelmi telekommunikációs műhold, amely a két operatív egység mellett egy földi tartalékkal képezte a szolgáltatás űrtechnikai részét. A műhold különlegessége, hogy az első műhold, amelynél a parancsjeleket titkosított formában kapta, az egységet megvédve az illetéktelen hozzáféréstől.
Típusmegjelölése: ASC–1 (American Satellite Company). Kódszáma: SSC 15994. Spin-stabilizált (mechanikus) műhold, típusa HS-376, pályaeleme geocentrikus. Az orbitális egység pályája 1482 perces, 46,5 fokos hajlásszögű, a geostacionárius pálya perigeuma 22 300 kilométer, az apogeuma 22 300 km volt. Súlya 1271 kilogramm. Alakja kocka, az űreszköz felületét napelemek borítják, éjszakai (földárnyék) energiaellátását (kémiai) akkumulátorok, NiCd akkumulátorok biztosítják. Várható élettartamát 10 évre tervezték. 1994 októberében befejezte szolgálatát.

#### Syncom 4 F-4
Az amerikai Haditengerészet (US Navy) (a Leasat F–1-et indítása előtt törölték) bérelt, nagyméretű, katonai kommunikációs műholdja (Synchronous Communiations). További négyet rendeltek, ezek közül a Leasat F–1-et az STS–51–A, a Leasat F–2-t STS–41–D, a Leasat F–3-at az STS–51–D, a Leasat F–4-et az STS–51–I segítségével állították pályára. A Leasat F–4 kiesése miatt a Leasat F–5-öt az STS–32 emelte és állította pályaindítási magasságba. Négy egysége összefüggően biztosította a globális kommunikációt. A megrendeléshez tartozott a földi állomások kiépítésének biztosítása. Egy példány tartalékként szerepelt. A Geostacionárius pálya apszispontja 22 300 kilométer, kifejezetten a űrrepülőgépek kommunikációjának (Föld-űrrepülőgép/űrrepülőgép-Föld) elősegítésére.
Megnevezései Syncom 4 F–4 (Synchronous Communications); Leasat F–4; Leasat 4. Kódszáma SSC 15995, súlya 6850 kilogramm. Várható élettartamát 7 évre tervezték. Az orbitális egység pályája 28,6 fokos hajlásszögű, geoszinkron pálya perigeuma 296 kilométer, az apogeuma 296 km volt. A műhold forgás-stabilizált (mechanikus), Napra, Földre orientált. Az űreszköz felületét napelemek borították, éjszakai (földárnyék) energiaellátását 2 darab NiCd (kémiai) akkumulátorok biztosították. Tizenkét UHF átjátszó szolgáltatta a legfontosabb átjátszó képességét. Pályára állás után nem volt üzemképes.

### Visszanyerés
Az út ötödik napján a Canadarm (RMS) manipulátor kar segítségével – amit előzetesen egy űrséta alatt megjavítottak – befogták a Syncom IV–3 műholdat, majd kettő űrséta (kutatás, szerelés) alkalmazásával megjavították, biztosítva üzemi pályára állását. A műholdat négy hónappal korábbi az STS–51–D küldetés során helyezték pályairányba, de hajtóműveinek hibája miatt nem tudott megfelelő pályára állni. A űrbeli szerelés után motorjának segítségével sikeresen elérte a tervezett geoszinkron pályát.

### Űrséták
(zárójelben a dátum és az időtartam)
- EVA 1: Fisher és van Hoften (1985. augusztus 31., 7 óra 20 perc)
- EVA 1: Fisher és van Hoften (1985. szeptember 1., 4 óra 26 perc)

### Hetedik nap
1985. szeptember 3-án Kaliforniában az Edwards légitámaszponton (AFB) szállt le. Összesen 7 napot, 2 órát, 17 percet és 42 másodpercet töltött a világűrben. 4 698 602 kilométert repült, 112 alkalommal kerülte meg a Földet. Egy különlegesen kialakított Boeing 747 tetején visszatért kiinduló bázisára.

## Személyzet
(zárójelben a repülések száma az STS–51–I-ig, azzal együtt)
- Joe Engle (5), parancsnok
- Richard Covey (1), pilóta
- James van Hoften (2), küldetésfelelős
- John Lounge (1), küldetésfelelős
- William Frederick Fisher (1), küldetésfelelős

### Visszatérő személyzet
- Joe Engle (5), parancsnok
- Richard Covey (1), pilóta
- James van Hoften (2), küldetésfelelős
- John Lounge (1), küldetésfelelős
- William Frederick Fisher (1), küldetésfelelős